# ایا صوفیه
ایاصوفیه (ترکی استانبولی: Ayasofya یونانی:Ἁγία Σοφία)، یک بنا و عبادتگاه تاریخی واقع در استانبول ترکیه است که به عنوان کلیسای جامع مسیحی ارتدوکس، کلیسای جامع کاتولیک رومی، مسجد عثمانی و یک موزه استفاده شده‌است. از ژوئیه سال ۲۰۲۰ این بنا توسط رئیس‌جمهور ترکیه دوباره به‌عنوان مسجد طبقه‌بندی شده‌است. ایاصوفیه از سوی سازمان یونسکو به عنوان میراث جهانی ثبت شده و مورد احترام مسیحیان و مسلمانان است و از مهم‌ترین مکان‌های گردشگری ترکیه محسوب می‌شود. این بنا یادگار امپراتوری روم شرقی و شاهکار معماری بیزانسی است و یک کلیسای مسیحیت شرقی بود که ساختمان فعلی آن در دوره امپراتوری بیزانس به سال ۵۳۲ میلادی بنا به دستور امپراطور روم ژوستینین یکم، ساخته شده‌است. او بعد از قیام مردم روم و برای نشان دادن شکوه مسیحیت و قدرت امپراطوری روم دستور ساخت این بنا را داد. کلیسایی که او در ذهن داشت کاملا سبکی جدید بود و از معماری کلیساهای ان زمانکه به سبک باسیلیسکایی بود کاملا متفاوت بود . برای بازسازی بنا دو دانشمند که تا به حال در معماری فعالیت نکرده بودند به نام‌های ایسیدوروس (از میلتوس یا سوکلی فعلی) و آنتِمیوس (از تراللس یا آیدنلی فعلی) مأموریت یافتند. ساخت این بنا با فعالیت ۱۰ هزار کارگر در طول پنج سال و ده ماه و تحت نظر ۱۰۰ استاد باشی تکمیل شد و به تاریخ ۲۷ آرالیک ۵۳۷ افتتاح شد. این کلیسا نخست کلیسای بزرگ نام گرفت، ساخت این کلیسا مشکلاتی داشت، از جمله ریزش بنا ، زلزله ، از هم گسستگی بنا و فرو ریختن گنبد اصلی آن که مهم ترین قسمت بنا بود، اما ژوستینین اصرار زیادی بر تمام شدن سریع کار داشت به همین دلیل دو دانشمند ابتکارات زیادی به خرج دادند، آنها از نگه دارنده ها برای جلوگیری از هم گسستگی بنا استفاده کردند همچنین برای نگهداری گنبد اصلی بر روی پلن مستطیل بنا که به شدت کار سختی بود دو عدد نیم گنبد در کنارش قرار دادند تا از فروریختن ان جلو گیری شود سپس پس از تکمیل بنا نقاشی دیواری در آن انجام شد  . پس از فتح استانبول، سلطان محمد فاتح دستور داد کلیسای ایاصوفیه را به مسجد تبدیل کنند. سلیمان اول دستور داد نقاشی‌ها و نگارگری‌های داخل ایاصوفیه را بپوشانند تا نماز جمعه در آنجا خوانده شود. سلیم دوم به معمار سنان (Sinan) دستور داد که ایاصوفیه را مرمت کند. در زمان مراد سوم، مناره و منبر و محراب به ساختمان ایاصوفیه افزوده شد. در زمان مراد چهارم، آیاتی از قرآن به خط مصطفی چلبی در دیوارها و سقف ایاصوفیه نگاشته شد؛ علاوه بر این لوحه‌هایی دور تا دور سقف ایاصوفیه نصب شد که در آن نام الله، محمد، ابوبکر، عمر، عثمان، علی، حسن و حسین نوشته شده بود. این لوحه‌ها در زمان سلطنت عبدالمجید با الواح مدوری که به خط ابراهیم افندی نوشته شده بود، جایگزین گردید. پس از اعلام حکومت جمهوری در ترکیه و به قدرت رسیدن آتاترک، ایاصوفیه به موزه تبدیل شد و تا ۱۱ ژوئیه ۲۰۲۰ به همین شکل باقی ماند. در این تاریخ، با موافقت رجب طیب اردوغان، ایاصوفیه مجدداً به مسجد تبدیل شده و برای برگزاری مراسم عبادی آماده گردید. پس از تبدیل موزه ایاصوفیه به مسجد، جمعه ۲۴ ژوئیه ۲۰۲۰ پس از ۸۶ سال دوباره در این محل نماز جمعه برگزار شد.
ارتفاع گنبد بزرگ این مسجد از سطح زمین ۵۵ متر و قطر آن ۳۱ متر می‌باشد که به وسیلهٔ ۴۰ پشت‌بند بزرگ و روی چهار ستون اصلی سوار شده است.

## تاریخچه

### کلیسای اول
در محل کنونی ایا صوفیا ابتدا کلیسایی وجود داشت که اکنون اثری از آن به جای نمانده‌است. در آن زمان‌ها معمولاً محل احداث اماکن مقدس با توجه به وجود معبد مقدس در زمان‌های گذشته انتخاب می‌شد. ساخت کلیسای اول که به نام کلیسای بزرگ شناخته می‌شد در زمان امپراتوری کنستانتین دوم و به روایتی کنستانتین بزرگ، در کنار محلی که قصر شاهنشاهی در یک طرف و در طرف دیگرش کلیسای کوچکی به نام حاجی آیرین قرار داشت، شروع شد. این کلیسای کوچک در طول مدت احداث کلیسای بزرگ محل عبادت مسیحیان بود تا این که ساختمان کلیسای بزرگ اتمام یافته و مورد بهره‌برداری قرار گرفت. هر دو کلیسای موجود در این محل طی سال‌های بعد، محل‌های اصلی جمع شدن معتقدین بود.

### کلیسای دوم
پس از وقوع تضادی عمیق فی‌مابین ملکه آلیا اودوکسیا (Aleia Eudoxia) همسر آرکادیوس و اسقف قسطنطنیه، یوحنا خریسوستوروس (Jan Chrysostor)، اسقف در ۲۰ ژوئن ۴۰۴ به تبعید محکوم شد. این امر باعث وقوع شورشی بزرگ گردید که در طول آن کلیسای اول تقریباً کاملاً سوزانده شد. تئودئوس دوم سپس دستور ساخت کلیسای دوم را داد. این کلیسا در ۱۰ اکتبر ۴۱۵ میلادی افتتاح گردید. معمار Basilico Rufinos با سقف چوبی این بنا را احداث نمود.
در اول ژانویه ۵۳۲ بار دیگر شورشی بزرگ در استانبول بین ساکنان شهر شروع شد. این شورش به دلیل وسعت و مدت آن باعث خسارات جبران‌ناپذیری به مردم، شهر و زیربنای حکومت گردید. در طول مدت این شورش افسران حکومت بسیاری از شورشیان را جمع‌آوری نموده و به زندان منتقل نمودند. دو گروه بزرگ در شهر که به گروه‌های سبز و آبی معروف بودند و در واقع تضاد بین آن‌ها باعث شروع شورش گردیده بود در این زمان با توجه به دخالت دولت و دستگیری تعداد زیادی از افراد هر دو گروه، بین دو گروه خود اعلام صلح نموده و توجه خود را به سوی حکومت و به هم زدن ثبات آن معطوف نمودند. این دو گروه سپس به زندان حمله نموده آن را تصرف کردند و زندانیان را آزاد نمودند. سپس آن‌ها شروع به آتش زدن اماکن و بناها اقدام کرده به‌طوری‌که تصور می‌شد این شهر، شهر آن‌ها نبوده و سرزمین بیگانه‌ای را تصرف کرده باشند. سران سلطنت، اشرافیان و تعدادی از نمایندگان مجلس خود را در طبقه بالای قصر مخفی نمودند. در این روز گروه‌های شورشی کلماتی از قبیل «فتح شهر» به کار می‌بردند که در لاتین Nika تلفظ می‌شود و برای همین این شورش را «شورش تصرف» یا “Nika Revolt” نامگذاری کردند.
در این زمان تمام امید پادشاه ژوستینین یکم و همسرش تئودورا معطوف به دو سردار ارشد ارتش خود به نام‌های بلیساریوس و موندوس (Mundus) شده بود. بلیساریوس که تقریباً همان روزها با ارتش با تجربه خود از جنگ کالینیکوم با ایران بازگشته بود هدایت ارتش خود را در مبارزه با شورشیان به دست گرفت و موفق شد پس از کشتن بیش از ۳۰ هزار نفر من‌جمله رهبران شورشیان هایپاتیوس (Haipatius) و پامپیوس (Pampeus) و به دریا انداختن جنازه آن‌ها شورش را خاموش کرده و بار دیگر حکومت موجود را تثبیت نماید.
برخی از سنگ‌های مرمر کلیسای دوم در طول مدت آتش‌سوزی و خرابی کلیسا از بین نرفته و هنوز هم موجود می‌باشند و از ان جمله مجسمه دوازده بره نماد دوازده حواری اکنون در حیاط موزه ایاصوفیه به نمایش گذارده شده‌اند. خاکبرداری جهت کشف آثار دیگر باقی‌مانده از کلیسای دوم به خاطر صدمات احتمالی به ساختمان کنونی بعد از ۱۹۳۵ دیگر انجام نگردید.

### کلیسای سوم (ساختمان فعلی ایاصوفیه)
در ۲۳ فوریه سال ۵۳۲ میلادی، تنها چند روز پس از نابودی کلیسای دوم، ژوستینین یکم تصمیم به ساخت کلیسای سوم که بزرگتر و با عظمت تر بود گرفت.
ژوستینین یکم، فیزیکدان معروف ایسیدور میلتوس (Isidore of Miletus) و ریاضیدان معروف آن زمان آنتمیوس ترالس را برای نقشه‌کشی و رهبری بنای کلیسای سوم انتخاب نمود. اگرچه آنتمیوس در سال اول ساخت درگذشت.
برای ساخت ایا صوفیا یا کلیسای سوم، ژوستینین دستور وارد نمودن تمامی مواد و بهترین آن‌ها از سراسر امپراتوری را داد. این شامل ستون‌های Hellenistic از معبد آرتمیس، سنگ‌های بسیار بزرگ از مناطق دورافتاده، سنگ آذرین (Porplyry) از مصر، مرمرهای سبز از تسالی، سنگ‌های سیاه از منطقه بسفر و سنگ‌های زرد از سوریه می‌باشد. برای ساخت کلیسای سوم بیش از ۱۰۰۰۰ نفر در طول ساخت کار می‌کردند. حتی از همان ابتدا هم، دانشمندان این را به عنوان بزرگترین پروژه مهندسی زمان خود که نشان دهنده خلاقیت و توانائی‌های بسیار بالای متخصصین و معمارانی آن دوره بود تشخیص دادند. به نظر می‌رسد معماران جهت پوشش دادن فضای بسیار بزرگ روی ساختمان از تئوری هرون اسکندرانی برای ساختن گنبد استفاده نموده باشند. فرمانروا به همراه اسقف اوتیخیوس (Eutychius) در ۲۷ دسامبر ۵۳۷ کلیسا را در مراسمی با شکوه افتتاح نمودند. لازم است ذکر شود که بخش عظیمی از موزائیک کاری داخل کلیسا نیز در زمان حکومت امپراتور ژوستین دوم انجام گردید که بین سال‌های ۵۷۸ – ۵۶۵ میلادی بود.
زلزله‌های مهلکی در ماه اوت ۵۵۳ و دیگری در دسامبر ۵۵۷ باعث بروز ترک‌های بزرگی در سقف گنبد اصلی و نیمه گنبد بخش شرقی ساختمان گردیده و بالاخره گنبد اصلی در زمین لرزه ۷ می ۵۵۸ کاملاً فرو ریخت که ریزش آن همچنین باعث نابودی محراب گردید. امپراتور فوراً دستور بازسازی مجدد گنبد و بقیه خرابی‌ها را داد و این امر را به خواهرزاده جوان معمار اول به نام Isidorus داد. این بار Isidorus از مواد سبکتری استفاده نمود و همچنین گنبد را به اندازه ۲۵/۶ متر (در حدود ۵/۲۰ متر) بالاتر برد که این ساخت تاکنون باقی‌مانده و برای همین ارتفاع گنبد ۶/۵۵ متر در حال حاضر است. اتمام بازسازی کلیسا تا سال ۵۶۲ به طول انجامید تا به فرم کنونی آن درآمد.
در ۲۳ دسامبر ۵۶۲ کلیسای ایا صوفیا، بار دیگر درهای خود را به روی پرستش کنندگان گشود و اسقف اوتیخیوس (Eutychius) مراسم را اجرا نمود. ایا صوفیا از آن به بعد محل پرستش ارتدوکس‌های قسطنطنیه و همچنین محل برگزاری مراسم امپراتوری منجمله تاجگذاری‌ها شد. کلیسا همچنین طبق رسم زمان خود، محلی برای پناه به فراریانی که به آن پناهنده می‌شدند، داشت و بازدیدکنندگان از سرتاسر جهان داشت که به شدت مورد توجه آن‌ها قرار می‌گرفت.
در سال ۷۲۶ لئون سوم فرمان‌هایی مبنی بر غیرقانونی بودن ستایش و نیایش تصاویر صادر کرد و دستور داد که ارتش او تمامی شمایل‌های مذهبی را نابود کند. در این زمان تمام تصاویر و مجسمه‌های موجود در کلیسا ایا صوفیا نابود یا به محل دیگری منتقل شدند. این مسئله تا پایان دوران شمایل شکنی، به جز دوران کوتاه حکومت ملکه ایرن (Irene) ادامه داشت.
در زمان حکومت امپراتور تئوفیلوس (Theophilus) بین سال‌های ۸۲۹ تا ۸۴۲ که شدیداً تحت تأثیر هنرهای اسلامی بود، دستور نصب در نقره‌ای با نماد حک شده خود بر آن را در ورودی جنوبی کلیسا صادر نمود. در سال ۸۵۹ بار دیگر کلیسا در نتیجه آتش‌سوزی بزرگی دچار خسارت گردید و متعاقباً در ژانویه ۸۶۹ زمین لرزه دیگری موجب سقوط نیمه گنبد موجود در ایا صوفیا گردید. امپراتور باسیلیوس یکم نیز دستور ترمیم مجدد آن را داد.
پس از زمین لرزه بزرگ ۲۵ اکتبر ۹۸۹ که این بار باعث فروریختن گنبد بزرگ ایا صوفیا شد، باسیلیوس دوم از معمار ارمنی به اسم تردات (Trdat the Architect) که کلیساهای باشکوهی مثل آنی (Ani) و آرگینا (Argina) را طراحی نموده بود خواست که گنبد را ترمیم نماید. انجام این کار و بازسازی کامل ایا صوفیا شش سال به‌طور انجامید و کلیسا بار دیگر در ۱۳ می ۹۹۴ افتتاح شد.
پس از تسخیر قسطنطنیه در پایان جنگ صلیبی چهارم، ایا صوفیا مورد تجاوز و بی حرمتی مسیحیان لاتین قرار گرفت، بسیاری از یادگارهای باستانی و آثار مقدس منجمله سنگ قبر عیسی مسیح، تصویر شیردهی مریم عذرا، کفن عیسی مسیح، کالبد برخی از بزرگان مسیحی دفن شده در ایا صوفیا دزدیده شده و به کلیساهای غرب فرستاده شدند. این آثار هنوز هم در برخی موزه‌های غرب نگهداری می‌شوند. در طول تصرف قسطنطنیه توسط لاتین‌ها بین سال‌های ۱۲۰۴ تا ۱۲۶۱ ایا صوفیا تبدیل به کلیسای کاتولیک‌های رم شد. بالدوین یکم (Baldwin I) در ۱۶ می ۱۲۰۴ طی مراسمی در ایا صوفیا به امپراتوری رسید. انریکو داندولو رئیس جمهوری ونیز که رهبری حمله و تصرف قسطنطنیه توسط جنگجویان لاتین را در سال ۱۲۰۴ به عهده داشت در داخل ایا صوفیا دفن گردیده‌است. قبر انریکو بعدها در دوران عثمانی بخشی از تزئینات کف ایا صوفیا شد. اگرچه طی دوران تعمیرات توسط ایتالیایی هادر قرن نوزدهم، در محل دفن او یک سنگ قبر و نمادی قرار داده شد.
در سال ۱۲۶۱، پس از بازپس‌گیری مجدد قسطنطنیه توسط بیزانسی‌ها، ایا صوفیا در شرایط بسیار اسفناکی بود. ۴ مجرای موجود کنونی احتمالاً در آن دوره ساخته شدند. در سال ۱۳۱۷ امپراتور آندرونیکوس دوم دستور ساختن ۴ مجرای جدید در سمت شرقی و شمالی کلیسا را داد. پس از بروز ترک‌های جدید بخاطر زلزله اکتبر ۱۳۴۴، برخی از قسمت‌های کلیسا در ۱۹ می۱۳۴۶ فرو ریختند. پس از آن تا سال ۱۳۵۴ کلیسا بسته باقی‌ماند تا این که معماران اهل آستراس (Astras) و پرالتا (Peralta) بازسازی آن را شروع نمودند.

### مسجد

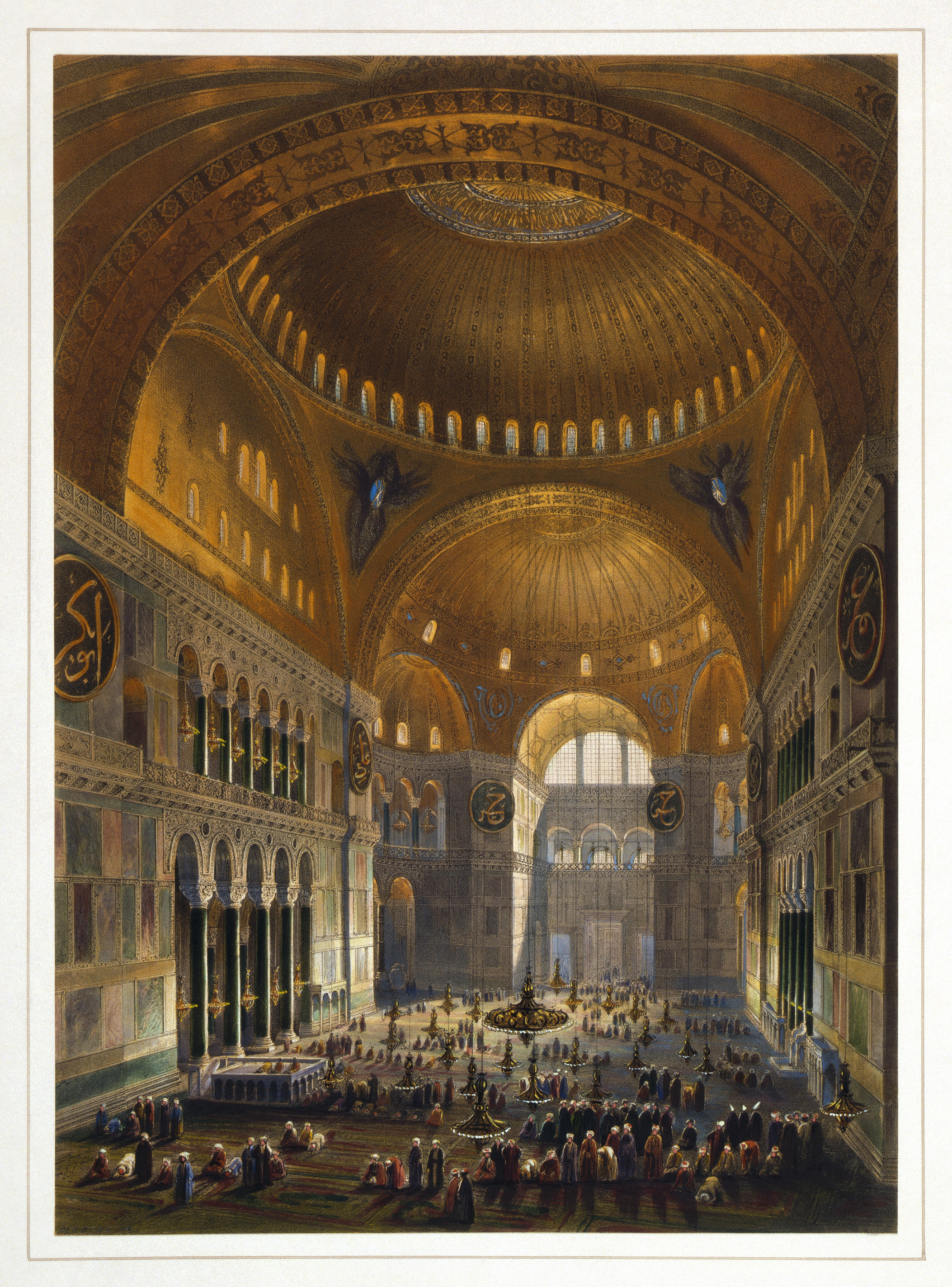
هاگیا صوفیا نام اثری است از گاسپاره فوساتی که در سال ۱۸۵۲ میلادی از مشاهده‌اش از وضعیت «مسجد هاگیا صوفیا».

مسجد ایا صوفیا

فوراً پس از تصرف استانبول توسط ترکان عثمانی در سال ۱۴۵۳، ایا صوفیا، به مسجد ایا صوفیا تبدیل گردید. (محمد فاتح در همان روز فتح استانبول فرمان تبدیل کلیسای ایا صوفیا به مسجد را صادر کرد و سه روز پس از فتح استانبول، ضمن برپا داشتن مراسم نماز جمعه در ایا صوفیا به امامت آق شمس الدین، خطبه به نام پادشاه فاتح عثمانی خوانده شد. در وقف نامه‌های فاتح که نسخه‌های مختلف آن تا امروز باقی‌مانده، نام ایا صوفیا «الجامع الکبیر العتیق» آمده‌است. این اتفاق در سال ۸۷۵ هجری (۱۴۵۳ میلادی) رخ داد. این امر در واقع سمبلی از پیروزی ترک‌ها بود، در آن زمان کلیسا در شرایط بسیار اسفناکی قرار داشت از جمله برخی از درها افتاده بودند و مسافران غربی از جمله پرو تفور (Pero tafur) که از نخبگان باستانشناسی زمان خود بود، مقالاتی در مورد شرایط کلیسا در اروپا چاپ نمود. محمد دوم، دستور داد سریعاً پاکیزه‌سازی و تبدیل نمودن کلیسا به مسجد شروع شود. امپراتور بعدی بایزید دوم مناره جدیدی را به جای مناره‌ای که توسط پدرش ساخته شده بود، ساخت.
در قرن ۱۶، سلیمان یکم (۱۵۶۶ – ۱۵۲۰) دو شمعدان بسیار بزرگ از فتح مجارستان به ایا صوفیا آورد. آن‌ها را در دو طرف محراب جایگذاری کردند. در طول سلطنت سلیم دوم بین سال‌های ۱۵۶۶ و ۱۵۷۷ جهت استحکام بخشیدن به مسجد، سازه‌ای در خارج ساختمان مسجد توسط معمار بزرگ عثمانی به نام معمار سنان ساخته شد. وی از دیدگاه تاریخی اولین معماری بود که طراحی‌هایش با توجه به زمین لرزه انجام می‌گردید. در کنار ضد زلزله نمودن ساختمان، سنان همچنین ۲ مناره دیگر در سمت غربی ساختمان و مقبره سلیم دوم را در سمت جنوب شرقی مسجد در سال ۱۵۷۷ ایجاد نمود. در سال ۱۶۰۰ آرامگاه مراد سوم و محمد سوم در کنار مقبره سلیم دوم ایجاد گردید.
دیگر آثار اضافه شده در آن وقت شامل جایگاه سلطان، منبر با نمای سنگ مرمر، تخت مخصوص پادشاهی و ایوان سرپوشیده جهت مؤذن را می‌توان نام برد. مراد سوم، دو گلدان مرمر سفید مربوط به یونان و رم از پرگامون آورد که آن‌ها را در دو طرف سالن ورودی مسجد قرار داد.
محمود یکم در سال ۱۷۳۹ دستور بازسازی مجدد مسجد را داد و به آن مدرسه که هم‌اکنون به صورت کتابخانه‌است و ۳۰۰ هزار جلد کتاب در آن جای دارد و همچنین یک آشپزخانه برای پخت و پخش غذا بین بینوایان و یک کتابخانه اضافه نمود، در سال ۱۷۴۰ حوضی جهت وضو ایجاد نمود که همه این‌ها در مجموع مسجد را تبدیل به یک محل اجتماع نمود. در همان زمان نیز یک راهرو بزرگ و یک محراب جدید در داخل ساخته شد.
معروفترین بازسازی ایا صوفیا توسط عبدالمجید یکم و زیر نظر دو برادر آرشیتکت سوئیسی به نام برادران فوساتی گاسپار و جوزپه و با کمک هشتصد کارگر بین سال‌های ۱۸۴۷ و ۱۸۴۹ صورت گرفت. این دو برادر، گنبد و هلال طاق را مستحکم نموده، ستون‌ها را راست کردند و تزئینات داخلی و خارجی ساختمان را ترمیم و اصلاح نمودند.
موزائیک‌های راهروهای بالا تعمیر شدند، لوسترهای کهنه قدیمی با لوسترهای جدید و مجلل تعویض گردید. الواح بسیار عظیم گرد از ستون‌ها آویزان گردید. این الواح حاوی اسامی نام الله، محمد، ابوبکر، عمر، عثمان، علی، حسن و حسین بودند. در سال ۱۸۵۰، برادران فوساتی (Fossati) جایگاهی برای سلطان با سبک نئوبیزانسی (Now-Byzantine) که قصر سلطنتی را به پشت مسجد متصل می‌نمود احداث کردند. در بیرون ایاصوفیه، ساختمانی جهت خادمان مسجد و مدرسه‌ای جدید احداث شد، و بالاخره مناره‌ها را یک اندازه کردند. وقتی که بازسازی به اتمام رسید، مسجد در یک مراسم باشکوه در ۱۳ ژوئیه ۱۸۴۹ مجدداً بازگردید.
در ساختار بنا در ایاصوفیه تدبیر هوشمندانه‌ای برای هماهنگی طاقها و ستون‌ها به کار رفته‌است. ۴ ستون عظیم از سنگ خارای مصری، شبیه پای فیل، ۴ طاق بالا را نگه داشته‌است و گنبد بر روی آن‌ها آرمیده‌است. در ساقه گنبد، حلقه‌ای از ۴۰ پنجره نزدیک به هم قرار گرفته، که نور از آن‌ها به درون می‌تابد.
ژرفای گنبد ۱۸ متر و بلندی گنبد ۵۶ متر از سطح زمین است و قطر آن ۳۳ متر است که پشت بند آن دو و نیم گنبد است، که خود در هر پهلو بر یک تو رفتگی ستون دار کوچک قرار دارند. در طرفین فضای بسیار بزرگ مرکزی، با گنبدی با بلندی ۵۶ متر از کف دو طبقه، راهرو جانبی قرار دارد که بار گنبد را منتقل می‌کند به قوس‌های عظیمی که سینه سر درهایی پر پنجره را دربر گرفته‌است. ردیف دیگری از پنجره در پایین و دو تا دور گنبد قرار دارد.
این بنا مجموعاً دارای ۱۰۷ ستون و ۹ در است. بزرگترین آن‌ها در وسط است با چارچوب برنزی و قاب مرمر که مخصوص ورود امپراتور بود. این بنا کلاً از آجر ساخته شده و با مرمر پوشانده شده‌است. دیوارهای آن با معرق‌های آذین شده به سنگ‌های قیمتی تزئین یافته‌است. در تزئینات بنای آن، از فلزات گرانبهای منتسب به هنر بیزانسی استفاده شده‌است. ستون‌های مرمرین این بنا از معبد «آرتمیس» و نیز از نقاط مختلف دنیا به آنجا آورده شده‌است. در حیاط داخلی، فواره‌هایی برای وضو قرار دارد. در زاویه جنوبی مسجد به جای گلدسته‌ای از جنس سنگ، گلدسته‌ای آجری بنا گردیده‌است. موزائیک‌ها و تزئینات داخلی ایا صوفیا نیز از اهمیت بسیاری برخوردار است. از زیباترین بخش‌های این بنا، تزئینات ایا صوفیا و موزائیک‌های بیزانسی آن است. در میان آن قطعات و تابلوهای ساخته شده از طلا، نقره، مرمر و سفال لعاب دار رنگارنگ دیده می‌شود. تابلوهای موزائیک ایا صوفیا را می‌توان بر سطح داخلی نیم گنبدها، دیوارها، طاق‌ها و رواق‌ها و بر سر در ویژه امپراتور و… دید. بر اثر ویرانی‌ها و تعمیرات پی در پی، بخشی از موزه ایا صوفیا از میان رفته‌است، از جمله تابلوی موزائیک تصویر عیسی مسیح که در ۱۳۵۵ میلادی آن را بر سطح داخلی گنبد ساخته بوده. این اثر گویا تا میانه سده ۱۷ میلادی نیز بر جای بوده و در زمان عبدالمجید دوم، غازی عسکر عزت افندی با نوشتن آیاتی از سوره نور آن را پوشانده‌است. همچنین بخش‌های برنزی به کار رفته در قسمت جنوبی کتابخانه آثار هنری نفیسی به‌شمار می‌آید. دیوارهای این بخش را تخته سنگ‌های ارزشمند و گران‌قیمتی پوشانده که قدمت آن به قرن چهارم میلادی بازمی‌گردد.

### موزه
در سال ۱۹۳۵ نخستین رئیس‌جمهور ترکیه و پدر جمهوری ترکیه مصطفی آتاترک، این بنا را به موزه تبدیل نمود. فرش‌ها برداشته شدند، گچ روی موزائیک‌ها با زحمت بسیار زیاد توسط متخصصین کنده شد و برای اولین بار در چندین قرن کف مرمر ساختمان با جلوه خاص خود نمایان گردید. فرایند آشکارسازی موزائیک‌ها پیشتر در سال ۱۹۳۱ به مدیریت توماس ویتمور شروع شده بود. موزه در ۱ فوریه ۱۹۳۵ باز شد. ایاصوفیه یکی از محبوبترین مقاصد گردشگری در سال ۲۰۱۹ بوده و سه میلیون و ۷۰۰ هزار بازدیدکننده داشته‌است.

### مسجد دوم
در ۱۰ ژوئیه سال ۲۰۲۰ پس از آن که دیوان عالی اداری ترکیه رای داد که این بنا همیشه مسجد بوده و نباید به موزه تغییر کاربری می‌داده‌است، رجب طیب اردوغان، رئیس‌جمهور ترکیه فرمان تغییر کاربری موزه ایاصوفیه به مسجد را امضا کرد. این تغییر کاربری یکی از وعده‌های انتخاباتی اردوغان بود و او در مارس ۲۰۱۹ این پیشنهاد را مطرح کرده بود.
کلیسای ارتدکس روسیه این تصمیم برای تغییر کاربری ایاصوفیه را «تأسف‌بار» خواند. یونان نیز در ۲۹ ماه مه، خواندن آیات قرآنی در ایاصوفیه را «ناپذیرفتنی و جریحه‌دار کردن احساسات دینی مسیحیان جهان» تلقی کرد. اما جمعه ۲۴ ژوئیه ۲۰۲۰ پس از ۸۶ سال در این محل نماز جمعه برگزار شد.

## معماری ساختمان

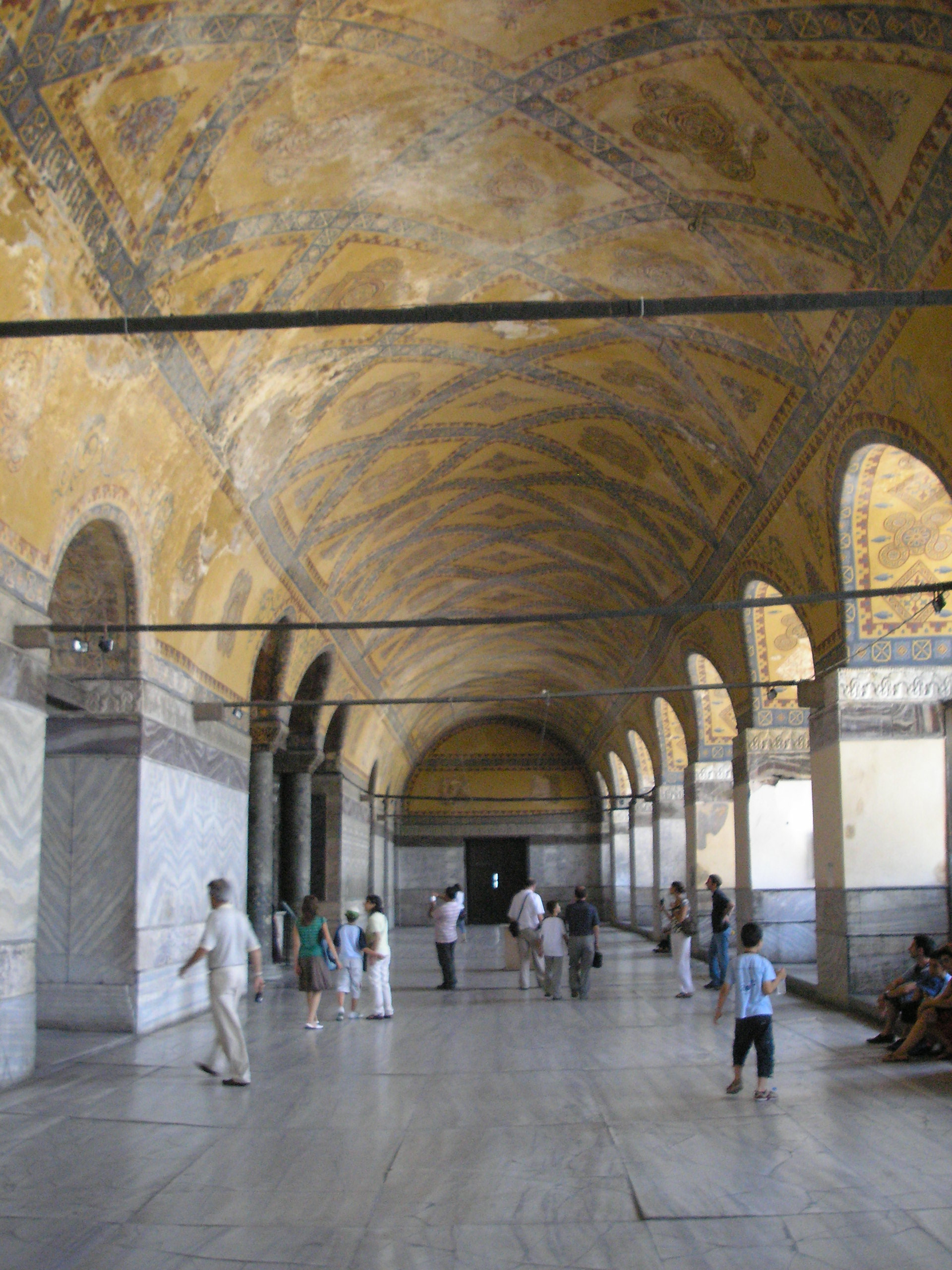
نمای داخلی ایا صوفیا

ایا صوفیا یکی از بارزترین و زیباترین نمونه‌های باقی‌مانده معماری دوره بیزانس است. یکی از با ارزشترین هنرهای موجود در این بنا تزئینات داخلی با موزائیک و ستون‌های مرمر آن است. این معبد با چنان شکوه و زیبائی ای دکور شده بود که جاستینیان‌ها (Justinian) اعلام کردند: «سولومان، ما با ساخت این بنا از شما جلو افتادیم». جاستینیان خودش ساخت این کلیسای جامع را دقیقاً دنبال نمود و زیر نظر داشت. این بنا بزرگترین کلیسای زمان خود بوده و این امر برای ۱۰۰۰ سال واقعیت داشت تا این که کلیسای جامع در سیویل (Seville) اسپانیا ساخته شد.
کلیسای جاستینیان در یک زمان هم یک دستاورد بی‌نظیر معماری روزگار باستان و هم یک شاهکار معماری عرصه بایزنتاین بود. اثرات ساخت چنین بنای باشکوهی چه از دیدگاه معماری و همچنین علم العبادات در تمامی فرهنگ‌ها من‌جمله ارتودکس شرقی، کاتولیک‌های رومی و بالاخره بر دنیای اسلامی غیرقابل انکار است. بلندترین ستون‌ها بین ۱۹ تا ۲۰ متر ارتفاع و حداقل ۵/۱ متر قطر دارند، از سنگ گرانیت ساخته شده و بزرگترین آن‌ها وزنی در حدود ۷۰ تن دارد. به دستور جاستینان ۸ ستون ساخته شده در کورنیت یونان (Cornit) که در بعلبک لبنان (Baalbek) قرار داشتند، برداشته شده و جهت استفاده در ایا صوفیا به محل احداث منتقل شدند.
فضای وسیع داخلی دارای سازه‌ای بسیار پیچیده‌است. سالن اصلی کلیسا با گنبدی مرکزی با شعاعی ۲۴/۳۱ متری و ارتفاع ۶/۵۵ متری پوشیده شده‌است. این گنبد به نظر می‌رسد با یکسری سقف‌های متوالی حاوی ۴۰ پنجره کمانی در زیر آن بدون وزن در فضا قرار گرفته‌است. وجود این پنجره‌ها باعث ورود سیل‌وار نور از همه طرف به داخل سالن می‌گردد. با توجه به ترمیمات متعدد گنبد در طول قرن‌ها به نظر می‌رسد که گنبد حالت دایره‌ای کامل خود را از دست داده و بیشتر به یک بیضی می‌ماند که شعاع آن در نقاط مختلف بین ۸۶/۳۰ تا ۲۴/۳۱ متر می‌باشد. ارتفاع گنبد بزرگ این مسجد از سطح زمین ۵۵ متر و قطر آن ۳۱ متر می‌باشد که به وسیلهٔ ۴۰ پشت‌بند بزرگ و روی چهار ستون اصلی سوار شده‌است. گنبد بر روی طاسچه‌های قرار گرفته تا ۴ بخش مقعر (واگرا) مستطیلی که مشکل قرار گرفتن پایه مدور گنبد بر روی یک پایه مستطیلی را حل می‌نماید. وزن عظیم گنبد ایا صوفیا از طاقچه‌ها عبور کرده و به ۴ موج شکن تا سشه‌های سالن منتقل می‌شوند. در بین این ۴ ستون، گنبد به نظر می‌رسد که بر روی ۴ قوس عظیم شناور گردیده‌است. این قوس‌ها در زمان عثمانیان (Ottoman) زیر نظر معمار سنان با استفاده از تعدادی آرماتور مستحکم گردیده بودند. در انتهای بخش غربی (ورودی) و شرقی (محل عبادت) فضاهای موجود در قوس‌ها دارای نیمه گنبدهایی می‌باشند که خود آن‌ها بر روی سازه‌های شبیه به گنبدهای دیگری قرار گرفته‌اند. همه این گنبدها و شبهه گنبدها به ترتیبی که در کنار هم قرار گرفته‌اند باعث به وجود آمدن فضای مستطیلی و دراز درونی می‌گردند که گنبد اصلی شامل تاجی بر روی همه آن‌ها قرار گرفته‌است.
تمام سطوح داخلی ساختمان با استفاده از سنگ مرمر چند رنگ، سبز و سفید یا سنگ آذرین بنفش و موزائیک‌های طلائی پوشیده شده‌اند. ستون‌های بزرگ نیز همین نوع روکش را داشته و در نتیجه براق به نظر می‌آیند.

## بخش‌ها

### گنبد
عظمت و زیبائی گنبد ایا صوفیا و ظرافتی که معماران اولیه در ساخت آن به خرج داده‌اند در طول قرن‌ها همواره موضوع بحث و تحسین تاریخدانان، معماران و مهندسین بوده‌است.
گنبد ایا صوفیا بر روی چهار طاسچه قرار گرفته‌است. در ساختمان طاسچه‌ای گنبد بر روی گنبد دومی قرار می‌گیرد که در واقع بزرگتر از آن است و بخش بالایی به اضافه چهار جزء گرداگرد لبه گنبد از آن حذف شده‌اند؛ و این چهار جزء اخیر به شکل چهار قوس یا طاقی درآمده‌اند که سطوح شان به هم می‌پیوندند و تشکیل یک مربع می‌دهند. ساختمان طاسچه‌ای با منتقل کردن سنگینی بنا به جرزها و جلوگیری از وارد شدن آن به خود دیوار، ساختن فضای درونی رفیع و گشاده‌ای چون فضای درونی ایا صوفیا را میسر می‌گرداند. روش طاسچه‌ای راه حلی پویا برای مسئله قرار دادن گنبدی مدور بر یک صحن مربع یا مستطیل شکل است. این روش ساخت گنبد با استفاده از طاسچه‌ها هرگز قبل از ساخت ایا صوفیا مورد استفاده قرار نگرفته بود. طاسچه‌ها به گنبد اجازه می‌دهند که به زیبائی و به صورت مدور بر روی ستون‌های پائین قرار گیرند. طاسچه‌ها نه تنها به فضای گنبد زیبائی می‌بخشند بلکه همچنین نیروی‌های جانبی گنبد را کنترل نموده، و باعث انتقال مؤثر وزن گنبد به طرف پائین می‌گردند.
اگرچه این نوع طراحی گنبد باعث استقامت آن و دیوارها و قوس‌های دور آن می‌گردند، اما سازه واقعی دیوارها در نهایت موجب تضعیف کل سازه می‌شوند. دلیل این امر استفاده بیش از حد ملاط (شن آهک) در ساخت دیوارها به جای آجر می‌باشد. اگر معماران حداقل اجازه می‌دادند که آهک کمی خمیدگی پیدا نماید قبل از اینکه لایه بعدی روی آن قرار گیرد، استقامت دیوارها به‌طور قابل توجهی بیشتر می‌شد، وقتی گنبد بر روی ساختمان قرار گرفت وزن گنبد باعث خمیدگی دیوارها به طرف بیرون شدند که دلیل اصلی آن خیس بودن ملاط در دیوارها بود. وقتی ایزی دوروس (Isidorus) ترمیم گنبد اولیه را شروع نمود، او ابتدا قسمت درونی دیوارها را پر نمود تا آن‌ها عمودی شوند و بتوانند وزن گنبد جدید را تحمل نمایند. تغییر دیگری که در طراحی گنبد جدید داده شد ارتفاع آن بود. ایزی دوروس، ارتفاع گنبد را در حدود ۵/۶ متر ارتفاع داد که این امر نیروی جانبی را کمی خنثی نمود و اجازه داد که وزن گنبد به صورت شناور به سمت پائین منتقل گردد.
نکته دیگر قابل توجه در مورد گنبد اولیه قرار دادن ۴۰ پنجره در دور پایه گنبد توسط معماران بود. ایا صوفیا به دلیل انعکاس نور به تمامی محیط داخلی آن از طریق این پنجره‌ها که باعث می‌شود که به نظر می‌رسد که گنبد یک کیفیت عرفانی دارد. شباهت گنبد مثل چتری است که سقفش توسط باریکه هائی از بالا به طرف پائین شناور می‌شود. این باریکه‌ها انتقال وزن سنگین گنبد را به صورت شناور بین پنجره‌ها، پائین به سوی طاسچه‌ها و بالاخره به روی فونداسیون امکان‌پذیر می‌سازد.
آنچه نخستین بازدیدکنندگان ایا صوفیا و بازدیدکنندگان نسل بعد را شگفت زده می‌کرد نور درونی آن و تأثیرش بر روحیه آن‌ها بود. انعکاس نور این احساس را به دست می‌دهد که این گنبد توسط زنجیر طلائی از آسمان آویخته شده‌است. بنحوی که پاولوس در این باره گفته‌است: «روی طاق بندی با چندین مربع طلای پوشانده شده‌است، و از همین جاست که امواج نور به درون می‌تابند و چشمهای تماشاگران را چنان خیره می‌کنند که به ندرت جرأت می‌کنند سرشان را بالا بگیرند و به منبع نور نگاه کنند».
بدین ترتیب فضایی پهناور داریم که در معرض امواج سیل آسای نور قرار گرفته، و گنبدی مرکز داریم که به نظر می‌رسد بر نوری تکیه دارد که از پنجره‌ها به درون می‌فرستد. نور عنصر اسرارآمیز این بناست، نوری که بر سطح موزائیک می‌تابد و می‌درخشد، نوری که از سطح مرمرها منعکس می‌شود. طراحی براستی منحصربه‌فرد ایا صوفیا نشانگر سازه‌ای بسیار پیشرفته و پروژه بلند همت و منحصربه‌فرد در عهد عتیق است.

### کوزه مرمر
کوزه مرمر موجود در ایا صوفیا در زمان سلطنت مراد سوم از یونان باستان به آنجا آورده شد. این کوزه از تنها یک قطعه عظیم سنگ مرمر ساخته شده‌است.

### ایوان غربی کلیسا (هشتی) و مدخل
دروازه سلطنتی ورودی اصلی بین حیاط خارجی و سالن داخلی کلیسا بود. این ورودی منحصراً جهت شرفیابی سلطان در نظر گرفته شده بود. تزیینات موزاییک بایزنتاین در بالای مدخل شامل سمبلی از عیسی مسیح و لئو ششم (Leo VI) است. سربالایی موجود که از شمال ورودی شروع می‌شود سالن ستایش را به گالری بالا متصل می‌سازد.

### سرسرای بالا
سرسرای بالا که به صورت نعل اسب طراحی گردیده سالن کلیسا و محراب را در برمیگیرد. تزیینات موزاییک موجود کنونی در سرسرای بالا بسیار زیبا نگهداری گردیده‌است. سرسرای بالا سنتاً جهت ملکه و همراهانش در نظر گرفته شده بود.
بهترین موزاییک‌های حفظ شده در بخش جنوبی گالری قرار دارند.

### لژ مخصوص ملکه
لژ مخصوص ملکه در مرکز سرسرای بالای ایا صوفیا قرار دارد. از این مکان ملکه‌های زیبا و دیگر زنان همراهشان می‌توانستند مراسم در حال برگزاری در پائین را تماشا نمایند. یک سنگ گود سبز رنگ محل قرار گرفتن صندلی سلطنتی برای ملکه‌است.

### دَر مرمر
دَر مرمر درون ایا صوفیا در بخش جنوبی گالری قرار دارد. شرکت کنندگان در شورای کلیسا و دیگر مجالس مباحثه که در آن محل انجام می‌شد از این دَر تردد می‌کردند.

## تزئینات
ابتدا در زمان فرمانروائی جاستینیان، تزئینات داخلی ایا صوفیا شامل طراحی با تخته سنگ‌های مرمر روی دیوارها و موزائیک بر روی منحنی‌های هلال طاق بود. البته، ما هنوز می‌توانیم دو فرشته، جبرییل (Gabrial) و میکاییل (Michael) بر روی پشت و بغل سکوی خطابه کلیسا ببینیم. همچنین تعدادی دکور تلویحی (مجازی) مثل مداحی پال (Paul) نیز را می‌توان دید. در برخی نقاط گالری نیز طرح‌هایی مثل اشکال گل‌ها و پرندگان در قطعات کوچک دقیق مرمر سفید بر روی سطح مرمر سیاه می‌توان دید. در مراحل بعدی موزائیک‌های تزئینی مجازی به این اضافه گردید که در زمان جنگ‌های ضد مذهبی نابود شدند (۸۴۳ – ۷۲۶). تزئینات موزائیکی فعلی باقی‌مانده از زمان پس از جنگ‌های مذهبی است. در طول سال‌ها موزائیک‌های تزئینی، گنجها، عتیقه‌های مذهبی، تصویرهای نقاشی شده مسیح، مریم مقدس و دیگر مقدسین مسیحی در ایا صوفیا کم‌کم اضافه شدند و باعث به وجود آمدن کلکسیون اعجاب‌آور موجود کنونی شدند. در کنار موزائیک‌های تزئینی و تزئیناتهای مجازی و بادی در طی نیمه دوم قرن نهم مثل تصوری از مسیح در گنبد مرکزی روحانیون و مقدسین ارتدکس، پیامبران و پدران کلیسا. افراد تاریخی در ارتباط با کلیسا مثل مو سفیدهای ایگناتیس (Ignatius) و مناظری از انجیل به گالری اضافه گردیدند…

## موزاییک‌ها

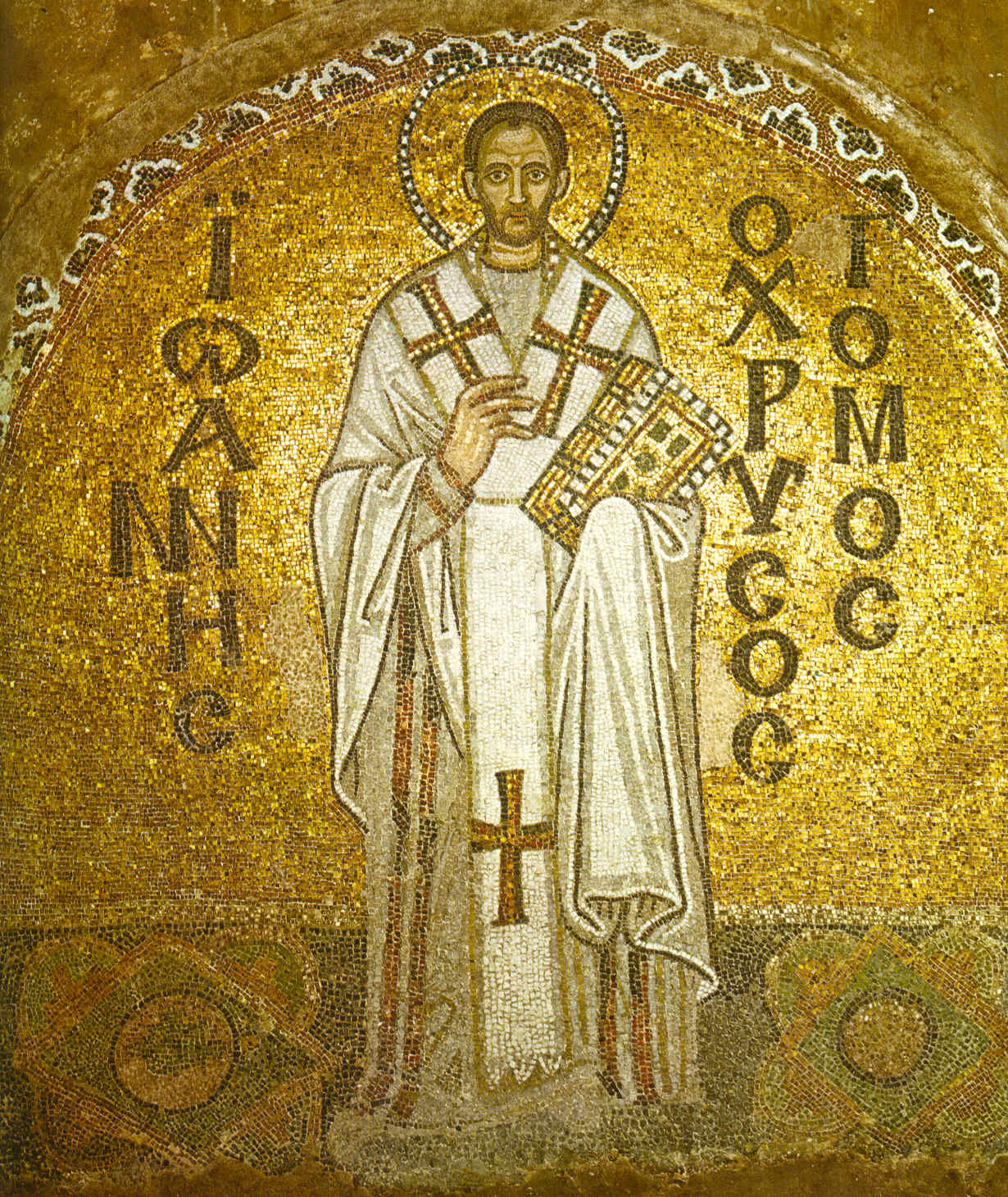
موزاییک

در طول قرن‌ها کلیسا به نحو بسیار زیبائی با موزاییک تزیین شده بود. آن‌ها هر کدام به نحوی نمایشگر مادر پاکدامن، عیسی مسیح، روحانیون مذهبی مسیحیت یا پادشاه و ملکه بودند، دیگر بخش‌ها با طرح‌های هندسی زیبا فقط تزئینی درست شده بودند. در طول قرن‌ها فروریختن قسطنطنیه در سال ۱۲۰۴، مبارزان لاتین در جنگهای صلیبی مقدار زیادی آثار تاریخی و هنری در تقریباً تمامی ساختمان‌های بیزانسی (Byzantine) را نابود کردند. این شامل موزاییک‌های طلا در ایا صوفیا نیز بود. بسیاری از آیتم‌های گرانبها هم به ونیز (Venice) و برای رئیس‌جمهوری آن که سازمان‌دهنده حمله به قسطنطنیه بود ارسال گردید. پس از تبدیل ایا صوفیا به مسجد در سال ۱۴۵۳ بسیاری از موزاییک‌های تزیینی با گچ پوشانده شدند. این به دلیل تضاد اسلام با تزیینات تصویری بود. این پروسه یکباره انجام نگردید به صورتی که برخی مسافران بازدیدکننده از مسجد حتی در طول قرن هفدهم می‌توانستند هنوز آثاری از کلیسای قبلی در مسجد ببینند.
در سال‌های ۴۹ – ۱۸۴۷ دو برادر سوییسی به نام گاسپار (Gaspare) و جوزپه (Goiuseppe) فوساتی (fossati) شروع به بازسازی مسجد کردند. در آن زمان عبد المجید اول به آن‌ها اجازه داد تا پرونده‌ای از تمامی موزاییک‌های تزیینی که پیدا می‌کردند درست کنند، کار دو برادر مهندس شامل بازسازی موزاییک‌ها نمی‌شد و در نتیجه پس از پیدا کردن آن‌ها و ثبت موجودیت، کیفیت و شکل آن دوباره بر روی آن گچ می‌گرفتند. برادران حتی دو موزاییک دارای تصویرهای فرشتگان مسیحی در مرکز ساختمان که قبلاً گچ‌گیری نشده بود را پوشش دادند. ساختمان کنونی دارای مجموعاً ۴ قطعه از این تصاویر است که ۲ تا از آن‌ها نقاشی مجدد هستند که برادران فوساتی آن‌ها را انجام دادند چرا که تصاویر قبلی کاملاً محو گردیده بودند. در موارد دیگر برادران فوساتی طرح‌های موزاییک‌هایی را که صدمه دیده بودند کاملاً به شکل دیگری طراحی نمودند. مدارکی که برادران فوساتی از تزیینات موزاییک‌ها ثبت نمودند هم‌اکنون تنها شواهد موجود از تصاویر روی موزاییک هاست که تاریخ دانان معتقدند در زلزله سال ۱۸۹۴ نابود شدند. این شامل موزائیک با طرح عیسی مسیح در گنبد، موزاییکی که روی «در ورودی بینوایان» (این در مخصوص ورود افراد فقیر و بینوایان بوده‌است) نصب گردیده بودند. یک تصویر بزرگ صلیبی که تزیین جواهر داشت و تعداد زیادی تصاویر فرشتگان، روحانیون مقدسین و پدران کلیسا. اکثر تصاویر گمشده بعداً در دو غشاء ساختمان پیدا شدند. برادران فوساتی همچنین یک خطابه و ۴ مدالیون عظیم با اسامی محمد و چهار خلیفه اول اسلام بر روی دیوارها نصب نمودند.

### موزاییک‌های در ورودی امپراتور
تزیینات موزاییک در ورودی امپراتور بر روی غشای این در که مخصوص ورود و خروج امپراتور بود نصب شده بودند. براساس تحقیقات تاریخی انجام شده بر طرح روی این موزائیک می‌توان آن را به اواخر قرن نهم و اوایل قرن دهم ارتباط داد. تصویر روی موزاییک این در را می‌توان نقش امپراتور که احتمالاً لئو ششم خردمند با پسرش کنستانتین هفتم بود توجیه کرد که در حال سجده در جلوی عیسی مسیح است که بر روی یک صندلی جواهری نشسته و در حال اهدای عنایت و بخشندگی است و در دستش کتاب باری را نگهداشته‌است. متن کتاب در دست عیسی مسیح به شرح زیر است:
«آرامش بر شما باد. من نو دنیا هستم». در هر طرف شانه‌های عیسی مسیح یک مدالیون قرار دارد، مدالیون طرف شانه چپ فرشته گابریل (بنیانگذار کلیسا) قرار دارد و در سمت راست مادر عیسی مسیح مریم عذرا جای گرفته‌است. این موزائیک‌ها به صراحت توانائی و کنترل بی‌حد و حساب عیسی مسیح را بر امپراتورهای بیزانس نشان می‌دهد.

### موزاییک ورودی جنوب غربی
این موزاییک در سه در ورودی جنوب غربی قرار داد و تاریخ نصب آن به سال ۹۴۴ برمی گردد. برادران فوساتی در حین بازسازی‌های خود در سال ۱۸۴۹ آن را کشف نمودند. مادر مریم عذرا بر روی صندلی سلطنتی ای که پشت ندارد نشسته‌است. پاهایش بر روی پایه‌ای قرار گرفته و با مقدار زیادی سنگ‌های قیمتی تزئین گردیده‌است. فرزندش عیسی مسیح بر روی پاهای مریم قرار گرفته و در حال اهداء بخشودگی در حالی است که خطبه‌ای در دست دارد. درست چپ مریم عذرا امپراتور کنستانتین با لباس مهمانی ایستاده و در حال اهداء مدل شهر به مریم است. نوشته حک شده کنار او می‌گوید: «امپراتور کنستانتین بزرگ از فرشتگان». در سمت راست مریم امپراتور ژوستینین یکم در حال اهداء مدل ایا صوفیا به مریم ایستاده‌است. دو مدالیون در دو سمت عقب مری دارای حکاکی ای می‌باشند که معنای «مادر خدا» را دارند.

### موزائیک‌های محراب انتهای شرقی کلیسا
مریم مقدس و کودک این اولین موزائیک بعد از دوران بت‌شکنی بود. این موزائیک در ۲۹ مارس ۸۷۶ توسط ریش سفید قوم به نام فوتیوس (Photius) و میخائیل سوم و باسیلیوس یکم افتتاح گردید. این موزائیک در نقطه‌ای بلند در نیمه گنبد APSC قرار گرفته‌است. مریم مقدس بر روی صندلی سلطنتی ای بدون پشتی نشسته‌است و عیسی کوچک را بر روی پاهای خود نگه داشته‌است. پاهای مریم بر روی سکوی کوچکی قرار گرفته. صندلی سلطنتی و سکو هر دو به وسیلهٔ جواهرات زینت داده شده‌اند. کارشناسان معتقدند این موزائیک‌ها تعمیر شده از باقی‌مانده موزائیک‌های اولی است که در دوران ضد دینی تخریب گردیده بودند. موزائیک‌ها در جلوی دیوار طلائی اولیه مربوط به قرن ششم قرار داده شده‌اند. تصاویر فرشتگان جبرئیل (Gabriel) و میکائیل (Michael) که تا حدود زیادی تخریب شده‌اند، و بر روی سکوی خطابه قرار دارند و مربوط به قرن ۹ می‌باشند.

### موزائیک الکساندر (Alexander)
یافتن موزائیک امپراتور الکساندر برای فردی که برای بار اول ایا صوفیا را بازدید می‌کند چندان راحت نیست. این موزائیک در گوشه تاریکی در سقف طبقه دوم واقع شده‌است. این موزائیک نشان دهنده امپراتور الکساندر در لباس پادشاهی است و در دست راست او خطبه‌ای و دست چپش شیئی مدور قرار دارد. نقاشی ای ترسیم شده توسط مهندس فوزتی نشان می‌دهند که این موزائیک تا سال ۱۸۴۹ باقی‌ماند و آقای توماس وایتمور (Thomas Whittemore) بنیان‌گذار مؤسسه بیزانس (Byzantine Institute) که وظیفه نگهداری و مراقبت از موزائیک به او محول شده بود معتقد است که موزائیک امپراتور الکساندر در طی زمین لرزه ۱۸۹۴ از بین رفته‌است. قابل ذکر است که ۸ سال پس از فوت آقای وایت مور این موزائیک توسط تلاش‌های آقای رابرت ون نایس (Robert Van Nice) کشف گردید.
برعکس بقیه موزائیک‌های ایا صوفیا که بر روی آن‌ها گچ معمولی گرفته شده بود تا پنهان گردند، موزائیک امپراتور الکساندر کاملاً بر رویش رنگ کاری شده بود و این امر باعث پوشش کامل و پنهان ماندن آن برای مدت‌های مدیدی شده بود. آقای ارنست آندر وود (Ernest J.W. Underwood) که بعد از آقای وایت مور مدیر مؤسسه بیزانس بود این موزائیک را تمیز نموده و در معرض دید همگان قرار داد.

### موزائیک‌های ملکه زوئی
این موزائیک که بر روی دیوار شرقی سالن جنوبی قرار دارد مربوط به قرن یازدهم میلادی می‌باشد. این موزائیک دارای نقش رهبر مسیحیان عیسی مسیح است، که با عبائی به رنگ آبی تیره (که رنگ مرسوم هنر بیزانس) است، در محیطی که جلوی یک فضای طلائی است نشسته و مشغول اهدای رحمت خود بادست راست است در حالیکه در دست چپ خود جلدی از انجیل را در دست دارد. در دو طرف شانه‌های مسیح حروف حک شدهIC وXC به معنای عیسی مسیح (Iesous Khristos) را می‌توان دید.
همچنین در دو سمت عیسی مسیح تصاویر کنستانتین نهم و ملکه زوئی را می‌توان در لباس‌های تشریفاتی مشاهده نمود. کنستانتین نهم در حال نگهداشتن کیفی پر از جواهر که سمبل نذر او به کلیسا است و ملکه زو در دست خود کتیبه‌ای دارد که سمبل اهداء ملکه به کلیسا می‌باشد. نوشته‌ای در بالای سر کنستانتین نهم است که مضمون آن «کنستانتین، سلطان پرهیزگار» است. باور بر این است که سرهای کنستانتین و ملکه زو که در زمان حال دیده می‌شوند در واقع سرهای افراد دیگری به‌طور مثال همسر اول ملکه یعنی رومانوس سوم یا فرزند خوانده او (غیرخونی) میخائیل چهارم بوده‌است. فرضیه دیگر باور بر این دارد که این موزائیک‌ها برای سلطان و ملکه اولیه دیگری ساخته شده بودند و بعداً سرهای آن‌ها تراشیده شد و تصاویر سرهای کنستانتین نهم و ملکه زو به جای آن‌ها ترسیم گردیده بودند.

### موزائیک‌های کامننوس (Comnenus Mosaics)
این موزائیک که همچنین بر روی دیوارهای شرقی سالن جنوبی ترسیم شده‌اند به سال ۱۱۲۲ بازمی‌گردد. این موزائیک‌ها دارای تصویری مقدس با شال آبی تیره در وسط موزائیک در حالیکه کودک عیسی مسیح را بر روی پاهای خود نشانده تصویر نموده‌است. عیسی مسیح در حال اهداء آمرزش خود با یک دست است در حالیکه خطبه‌ای در دست دیگرش قرار دارد. در سمت راست مریم مقدس ژان دوم کامننوس در لباس مجللی مملو از جواهرات ایستاده‌است. او در دست خود کیفی حاوی جواهر که سمبل نذر سلطان به کلیسا است قرار داده‌است. ملکه آیرین (Irene) در لباس مجلسی در حال ارائه مدرکی در سمت چپ مریم مقدس ایستاده‌است. تصویر پسر بزرگ آن‌ها آلکسیوس یکم بر روی صفحه‌ای که روی پایه مبل قرار دارد نقش بسته‌است. این تصویر چهره اندوهناک الکسس را که در همان سال در نتیجه ابتلا به سل فوت کرد را نشان می‌دهد. تفاوت شایان ذکر این موزائیک که یک قرن از موزائیک مربوط به ملکه زوئی تازه‌تر است را می‌توان به این صورت تشریح نمود که این موزائیک یک تجلی بسیار واقعی تر است در حالیکه موزائیک ملکه زو بیشتر به صورت ایدئال و خیال پردازانه‌است. در این موزائیک ملکه را با موهای بافته، لپ هائی پر رنگ و چشمانی خاکستری می‌توان مشاهده نمود که به خوبی نشانگر اجداد مجارستانی اوست. سلطان در این موزائیک در حالتی جدی و تکریمی دیده می‌شود.

### موزائیک دیزیز (Deesis Mosaic)
موزائیک دیزیز (به معنای موزاییک استدعا یا التماس) احتمالاً مربوط به سال ۱۲۶۱ می‌باشد. این موزائیک جهت نشان دادن انتهای دوره ۵۷ ساله سلطه کاتولیک رومی و بازگشت دین و عقیده ارتودکس (Orthodox) می‌باشد. این سومین قطعه قرار گرفته در بخش سلطنتی سالن طبقه دوم می‌باشد. به دلیل زیبائی خیره‌کننده چهره‌های روی این موزائیک، مهربانی در حالت چهره‌ها و تُن موجود در این موزائیک، آن را بهترین موزائیک موجود در ایا صوفیا می‌توان قلمداد نمود. سبک نقاشی روی این موزائیک را می‌توان سبک مورد استفاده نقاشان ایتالیایی اواخر قرن سیزدهم و اوایل سده ۱۴ مثل کوچی (Cuccio) تلقی نمود.
در این قطعه مریم مقدس و یحی تعمید دهنده (John TheBaptist) در حالی که نیم رخ آن‌ها دیده می‌شود مشغول استغاثه و میانجی گری و وساطت عیسی مسیح برای بشریت در روز رستاخیز هستند. قسمت پائینی این موزائیک به شدت تخریب گردیده و این امر احتمالاً به خاطر باران است، چرا که این موزاییک‌ها در کنار پنجره قرار گرفته‌است. تاریخ شناسان این موزاییک را سرآغاز شیوع هنر نقاشی تصویر دوران رنسانس یا دوره تجدید ادبی و فرهنگی در تاریخ هنر بیزانس می‌شناسند.

### موزاییک فضای سنگ‌فرش شمالی
موزاییک فضای سنگ‌فرش شده شمالی نمایان گر اولیای مقدس متعددی می‌باشد. این موزاییک از آنجا که در جایی بسیار بالا و غیرقابل دسترسی قرار گرفته‌اند توانسته‌اند به خوبی باقی بمانند. آن‌ها نمایشگر مقدسین جان و ایگنا تیوس (Ignatius) هستند. ایگناتیوس در حالی که در یک لباس بلند و گشاد و با تصاویر صلیب ایستاده، انجیل بسیار نفیسی در دست دارد. اسامی قدیسان در اطراف مجسمه به زبان یونانی حک گردیده‌است تا شناخت آن‌ها برای بازدیدکنندگان آسان باشد. موزاییک‌های متعدد دیگری که در فضاهای سنگ‌فرش شمال کلیسا قرار گرفته‌اند احتمالاً به خاطر وقوع زمین لرزه‌های متعدد در طول قرن‌ها تخریب گردیده‌اند و همچنین به خاطر تخریب عمدی توسط جنگجویان عثمانی رو به نابودی گذاشته‌اند.

## ترمیم‌های صورت گرفته در قرن بیستم
تعداد کثیری موزائیک‌های تزئینی در طول دهه ۱۹۳۰ توسط گروهی از افراد مؤسسه بیزانس (Byzantine Institute) به رهبری توماس وایت مور (Thomas Whittemore) کشف گردیدند. این گروه تصمیم گرفتند اجازه دهند تصویر تعدادی صلیب همچنان با گچ پوشیده بماند ولی بقیه موزائیک‌های اصلی را تمیز کردند.
ترمیم ایا صوفیا به جهت این که این مکان هم کلیسا و هم مسجد بوده‌است باعث بروز مشکلات مشخصی می‌گردد. موزائیک‌های دارای تصاویر پیکرنمای مسیحیت تدریجاً در حال آشکار شدن هستند. اگرچه، جهت انجام این امر، هنرهای اسلامی تاریخی می‌باید از بین بروند، تنها چاره‌ای که ترمیم کنندگان برگزیده‌اند سعی در یافتن تعادل در بین دو فرهنگ است. به‌ویژه، در رابطه با خوش نویسی‌های اسلامی موجود بر روی گنبد مباحثات بسیار حساسی وجود دارد دال بر اینکه آیا برداشتن پوشش گنبد حاوی این خطبه‌های اسلامی در راستای نشان دادن موزائیک‌های تزئین شده با تصاویر عیسی مسیح، پیشوای روحانی مسیحیان فرزند خدا و ارباب دنیا توجیه پذیر است یا خیر. (اگر فرض کنیم که آن موزائیک‌ها واقعاً موجود می‌باشند).

## منارها
یکی از منارها (در جنوب غربی) ساخته شده از آجرهای قرمز است. در حالیکه دیگر ۳ منار موجود از سنگ مرمر سفید ساخته شده‌اند. یکی از این ۳ منار مرمری که از ۲ تای دیگر ظریف تر است. توسط بایزید دوم بنا شده‌است و دوتای بزرگتر دیگر در غرب توسط سلیم دوم بنا گردیده و توسط آرشیتکت عثمانی معمار سنان طراحی گردیده‌اند.

## ایاصوفیه در متون فارسی

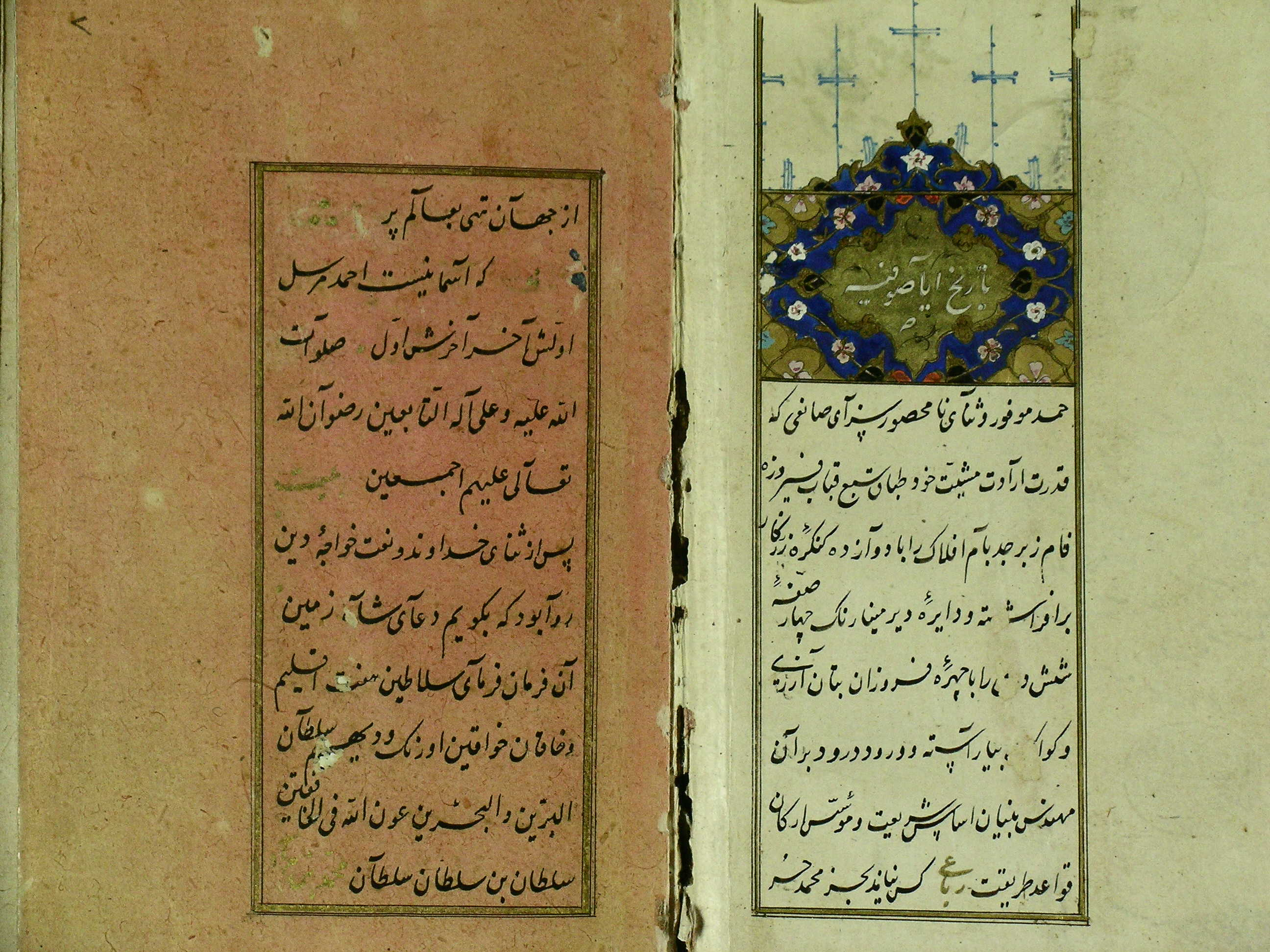
تصویر برگ نخست از نسخه خطی تاریخ بنای ایاصوفیه به زبان فارسی نوشته درویش شمس الدین قرمانی به شماره 3025 در کتابخانه جامع ایاصوفیه

در میان متون تاریخی دورۀ بیزانس چهار متن مختلف دربارۀ تاریخ شهر قسطنطنیه وجود دارد که در قالب جنگی به نام «پاتریای قسطنطنیه» گردآوری شده‌اند. این چهار متن به گونه‌ای کمابیش مستقل از هم گزارش‌هایی دربارۀ سرگذشت شهر، چندوچون ساخت بناهای مشهور و رویدادهای تاریخی مرتبط با آنها را به دست می‌دهند که اغلب به قصه‌ها و داستان‌های برگرفته از تاریخ شفاهی مردمان یونانی‌زبان جغرافیای بیزانس نیز آمیخته شده است.
تاکنون پنج نسخۀ خطی فارسی دربارۀ تاریخ ایاصوفیه در گنجینه‌های نسخ خطی شناسایی شده‌اند که از این تعداد یک نسخه در کتابخانۀ دانشگاه کالیفرنیا و چهار نسخۀ دیگر در کتابخانۀ مسجد جامع سلیمانیۀ استانبول شناسایی شده‌اند. تمامی این نسخه‌ها ترجمه‌ای از بخش چهارم پاتریای قسطنطنیه هستند که به تاریخ ساخت ایاصوفیه می‌پردازد و تا کنون هیچ قالب دیگری غیر از ترجمۀ متن یادشده در تهیۀ سرگذشت این کلیسا به زبان فارسی شناسایی نشده است.
از میان سه ترجمه مورد پژوهش در این کتاب دربارۀ تاریخ ایاصوفیه، تنها نام درویش شمس‌الدین قرمانی (نویسنده و مترجم رسالۀ نخست) و احمد بن احمد منشی گیلانی (نویسنده و مترجم رسالۀ سوم) قابل استخراج است و نویسندۀ رسالۀ دوم از ذکر نام خود خودداری کرده است.
درویش شمس‌الدین قرمانی در سال 1129 قمری اقدام به ترجمۀ این متن کرده است و یک سال قبل از آن نیز این نسخه را به زبان ترکی برگردانده است. رسالۀ دوم با دیباچۀ کوتاهی که بخش عمدۀ آن به انگیزۀ نگارش کتاب می‌پردازد، آغاز می‌شود و نویسنده در خلال آن بدون آنکه نامی ببرد، به داستان کوتاه آشنایی از طریق یکی از دوستانش با ترجمۀ ترکی پاتریای قسطنطنیه می‌پردازد؛ از این‌رو نام و سرگذشت نویسندۀ این رساله نامعلوم است. نویسندۀ رسالۀ سوم هم احمد منشی گیلانی است که هیچ گزارشی از وی در منابع دیده نمی‌شود.